# Міста Сумської області

Сумська область на карті України

До складу Сумської області входять 15 міст. Найбільшим за населенням є Суми з населенням у 256 474 особи за даними Державної служби статистики України від 1 січня 2022 року.
Отримати статус міста в України мають право населені пункти, які мають населення понад 10 000 осіб. Цей статус мають чимало міст, які не задовольняють цій вимозі, виходячи з їхнього історичного, економічного або географічного значення. До міської території часто входять прилеглі поселення, які становлять з ним єдину соціальну, економічну та історичну спільність.
У списку показані міста та містечка Сумської області, офіційні назви українською мовою, їхня площа, населення, район, географічні координати адміністративних центрів, мовний склад (зазначені мови, що становлять понад 1% від населення за даними Всеукраїнського перепису населення 2001 року), положення на карті області. 
Обласне значення мали 7 міст Сумської області: Глухів, Конотоп, Лебедин, Охтирка, Ромни, Суми, Шостка. Районне значення мали 8: Білопілля, Буринь, Ворожба, Дружба (нині Хутір-Михайлівський), Кролевець, Путивль, Середина-Буда, Тростянець.

### Міста
| Назва               | Зображення | Площа (км²) | Населення (за роками перепису та державної статистики) | Населення (за роками перепису та державної статистики) | Район              | Рідна мова (2001)                      | Карта |
| Назва               | Зображення | Площа (км²) | 2001                                                   | 2022                                                   | Район              | Рідна мова (2001)                      | Карта |
| ------------------- | ---------- | ----------- | ------------------------------------------------------ | ------------------------------------------------------ | ------------------ | -------------------------------------- | --- |
| Білопілля           |            | 23.08       | 18213                                                  | 15600                                                  | Сумський район     | українська — 93.27% російська — 5.58%  | 51°08′46″ пн. ш. 34°18′19″ сх. д. / 51.14611° пн. ш. 34.30528° сх. д. БілопілляБілопілля (Сумська область)                    |
| Буринь              |            | 16.63       | 11607                                                  | 8197                                                   | Конотопський район | українська — 95.33% російська — 4.5%   | 51°11′45″ пн. ш. 33°49′36″ сх. д. / 51.19583° пн. ш. 33.82667° сх. д. БуриньБуринь (Сумська область)                          |
| Ворожба             |            | 14.8        | 8375                                                   | 6674                                                   | Сумський район     | українська — 92.8% російська — 7.7%    | 51°10′17″ пн. ш. 34°13′41″ сх. д. / 51.17139° пн. ш. 34.22806° сх. д.ВорожбаВорожба (Сумська область)                         |
| Глухів              |            | 83.74       | 34954                                                  | 31789                                                  | Шосткинський район | українська — 83.20% російська — 16.49% | 51°40′29″ пн. ш. 33°54′48″ сх. д. / 51.67472° пн. ш. 33.91333° сх. д.ГлухівГлухів (Сумська область)                           |
| Конотоп             |            | 43.78       | 91683                                                  | 83543                                                  | Конотопський район | українська — 85.89% російська — 13.47% | 51°14′15″ пн. ш. 33°12′30″ сх. д. / 51.23750° пн. ш. 33.20833° сх. д. КонотопКонотоп (Сумська область)                        |
| Кролевець           |            | 31.54       | 25103                                                  | 22111                                                  | Конотопський район | українська — 95.14% російська — 4.67%  | 51°33′09″ пн. ш. 33°22′31″ сх. д. / 51.55250° пн. ш. 33.37528° сх. д.КролевецьКролевець (Сумська область)                     |
| Лебедин             |            | 27.4        | 28814                                                  | 23892                                                  | Сумський район     | українська — 93.30% російська — 6.46%  | 50°34′36″ пн. ш. 34°28′55″ сх. д. / 50.57667° пн. ш. 34.48194° сх. д.ЛебединЛебедин (Сумська область)                         |
| Охтирка             |            | 31.86       | 49721                                                  | 46660                                                  | Охтирський район   | українська — 87.9% російська — 9.97%   | 50°18′48″ пн. ш. 34°53′56″ сх. д. / 50.31333° пн. ш. 34.89889° сх. д.ОхтиркаОхтирка (Сумська область)                         |
| Путивль             |            | 10.51       | 17274                                                  | 14886                                                  | Конотопський район | українська — 36.85% російська — 62.86% | 51°20′11″ пн. ш. 33°51′47″ сх. д. / 51.33639° пн. ш. 33.86306° сх. д.ПутивльПутивль (Сумська область)                         |
| Ромни               |            | 26.7        | 49454                                                  | 37765                                                  | Роменський район   | українська — 93.95% російська — 5.70%  | 50°44′34″ пн. ш. 33°29′16″ сх. д. / 50.74278° пн. ш. 33.48778° сх. д.РомниРомни (Сумська область)                             |
| Середина-Буда       |            | 27.3        | 7526                                                   | 6888                                                   | Шосткинський район | українська — 13.79% російська — 86.6%  | 52°11′02″ пн. ш. 34°02′10″ сх. д. / 52.18389° пн. ш. 34.03611° сх. д.Середина-БудаСередина-Буда (Сумська область)             |
| Суми                |            | 95.3858     | 292139                                                 | 256474                                                 | Сумський район     | українська — 77.29% російська — 20.35% | 50°54′43″ пн. ш. 34°48′12″ сх. д. / 50.91194° пн. ш. 34.80333° сх. д.СумиСуми (Сумська область)                               |
| Тростянець          |            | 23.8        | 23370                                                  | 19544                                                  | Охтирський район   | українська — 90.71% російська — 8.48%  | 50°29′12″ пн. ш. 34°58′59″ сх. д. / 50.48667° пн. ш. 34.98306° сх. д.ТростянецьТростянець (Сумська область)                   |
| Хутір-Михайлівський |            | 8.5         | 5771                                                   | 4504                                                   | Шосткинський район | українська — 56.96% російська — 41.43% | 52°02′55″ пн. ш. 33°56′35″ сх. д. / 52.04861° пн. ш. 33.94306° сх. д.Хутір-МихайлівськийХутір-Михайлівський (Сумська область) |
| Шостка              |            | 43.62       | 87200                                                  | 71966                                                  | Шосткинський район | українська — 60.81% російська — 35.74% | 51°51′55″ пн. ш. 33°29′10″ сх. д. / 51.86528° пн. ш. 33.48611° сх. д.ШосткаШостка (Сумська область)                           |